# 小泉享亮
小泉 享亮（こいずみ きょうすけ、1976年4月14日 - ）は、日本のミュージシャン。徳島県徳島市出身。徳島県立城北高等学校卒業、バークリー音楽大学中退。フロアリミットに所属。

## 経歴
1993年よりジャムインストルメンタルバンド「菊水」のギタリストとして音楽活動を始めるが、その後活動を一時休止し、音楽留学のため渡米。帰国後に「菊水」を再開するも2002年に解散する。
その後はソロでアーティスト活動を行う傍ら、CM音楽の制作なども手がけている。

## ディスコグラフィー

### アルバム
| 1st | Trip to the real | 2003.9.30 | 01. Ticket 02. Creamy 03. 1/20 04. Get Married 05. Trip 06. Playing 07. Bicycle 08. Sleep                                     |
| 2nd | Ordinary Plodder | 2005.5.25 | 01. Beautiful Skin 02. Encouraging Man 03. Optimized 04. Paradise 05. Surrounding 06. Stability 07. President 08. Where Am I? |
| 3rd | Black On White   | 2006.4.12 | 01. White 02. Routine 03. Trip(Acoustic) 04. Hesitating 05. Think 06. Yellow Apple07. Black                                   |